# Marcus Licinius Crassus (Quästor)
Marcus Licinius Crassus (* wohl vor 85 v. Chr.; † 49 v. Chr.) war ein Mitglied des altrömischen Plebejergeschlechts der Licinier und der ältere Sohn des gleichnamigen Triumvirn und dessen Gattin Tertulla.

## Leben
Marcus Licinius Crassus hatte einen jüngeren Bruder Publius, der ebenso wie sein Vater 53 v. Chr. im Kampf gegen die Parther fiel. Einer der Söhne des Triumvirn Crassus sah einem Mann namens Axius angeblich so ähnlich, dass seine Mutter in den Verdacht einer außerehelichen Beziehung geraten sei. Als der Redner Marcus Tullius Cicero nach seiner Einschätzung einer erfolgreichen Rede dieses Sohnes des Triumvirn Crassus im Senat gebeten wurde, habe er in Anspielung auf Axius auf Griechisch geantwortet: „Άξιος Κράσσου“ (d. h. „eines Crassus würdig“). Macrobius rechnet ferner einen Sohn des Triumvirn Crassus zu jenen Personen, die die Tanzkunst besonders gut beherrscht hätten. Alle diese Angaben bezieht der Althistoriker Friedrich Münzer auf den hier behandelten Marcus Licinius Crassus und nicht auf dessen Bruder Publius.
Nachdem sein Bruder Publius bereits seit 58 v. Chr. in Gaius Iulius Caesars Gallischem Krieg mitgekämpft hatte, wurde Marcus Licinius Crassus 54 v. Chr. Caesars Quästor in Gallien. Er dürfte in diesem Jahr den zweiten Britannienfeldzug des späteren Diktators mitgemacht haben. Anschließend überwinterte er als Kommandant einer Legion im Gebiet des Stammes der Bellovaker. Ambiorix, der Anführer der Eburonen, unternahm damals einen Aufstandsversuch und griff Quintus Tullius Cicero, den jüngeren Bruder des Redners, an. Als Caesar sich zu dessen Rettung aufmachte, übernahm Crassus mit seinem Heer die Bewachung des Hauptquartiers Samarobriva (das heutige Amiens). 53 v. Chr. unternahm Caesar einen Feldzug gegen die Menapier, wobei der nach wie vor im Rang eines (Pro-)Quästors stehende Crassus eine der drei Heeresabteilungen befehligte.
Auch weiterhin blieb Crassus ein enger Gefolgsmann Caesars. Als daher zwischen diesem und Gnaeus Pompeius Magnus Anfang 49 v. Chr. der Bürgerkrieg ausbrach, suchten die Parther Kontakt zu Pompeius aufzunehmen, da sie Angst hatten, dass Crassus und dessen Partei die Ermordung des Triumvirn nach der Schlacht bei Carrhae nicht ungesühnt lassen würde. Zuletzt übte Crassus seit April 49 v. Chr. das Kommando über die Provinz Gallia cisalpina aus. Er dürfte nicht mehr lange gelebt haben, da im nächsten Jahr Marcus Calidius dieser Provinz vorstand.
Verheiratet war Crassus mit Caecilia Metella, der Tochter des Quintus Caecilius Metellus Creticus. Der Reliefschmuck auf deren erhaltenem monumentalem Grabmal weist auf Crassus’ militärischen Einsatz im Gallischen Krieg hin. Sein Sohn war der Konsul von 30 v. Chr., der ebenso wie der Vater Marcus Licinius Crassus hieß.